# Mammootty
Muhammadkutty Ismail Panaparambil znany jako Mammootty (ur. 7 września 1951) – indyjski aktor, producent i dystrybutor filmowy, także filantrop.

## Dzieciństwo i młodość
Urodził się w Chempu niedaleko Vaikom w dystrykcie Kottayam na terenie dzisiejszego stanu Kerala. Pochodzi z muzułmańskiej rodziny należącej do klasy średniej. Jest najstarszym synem spośród sześciorga dzieci Ismaila i Fatimy. Uczęszczał do St. Albert's School, następnie zaś do Maharajas College w Koczinie. Kształcił się w Ernakulam Government Law College, uzyskał licencjat w zakresie prawa.

## Działalność artystyczna
Mammootty po raz pierwszy pojawił się na ekranie w Anubhavangal Paalichakal (1971), wyreżyserowanym przez K.S. Sethumadhavana. Grał również w Kaalachakram (1973). Profesjonalną karierę rozpoczął jednak dopiero główną rolą w Devalokam (1979), w reżyserii  M. T. Vasudevana Naira. Obraz ten wszakże nie doczekał się premiery. Pierwszą znaczącą produkcją z jego udziałem była Thrishna. Pozycję Mammootty'ego w Mollywood ugruntował thriller Yavanika (1982). Kolejne lata były dla niego okresem licznych sukcesów zawodowych. W kolejnych latach, umiejętnie łącząc pracę przy obrazach o charakterze artystycznym i komercyjnych, stał się jedną z ikon kinematografii w malajalam.
Jego filmografia jako aktora obejmuje (do 2016) 386 tytułów. Występuje również w filmach kręconych w języku tamilskim, telugu, angielskim, hindi oraz kannada.

## Działalność społeczna
Angażuje się w działalność charytatywną, wspiera liczne organizacje społeczne, takie jak Pain and Palliative Care Society, Share International Foundation czy Jeevan Jothi. Jest również ambasadorem Street India Movement, walczącego z zatrudnianiem dzieci.

## Nagrody i wyróżnienia
W 1998 został odznaczony Padmą Shri. Posiada tytuł doktora honoris causa University of Kerala (2010) oraz University of Calicut (2010). We wrześniu 2013 nagrodzony podczas gali stulecia kina indyjskiego, zorganizowanej w Ćennaj. Otrzymał między innymi National Film Award (1989, 1993, 1998), Filmare Awards w kategorii najlepszy aktor malajalam (1984, 1985, 1990, 1991, 1997, 2001, 2004, 2006, 2009, 2010), Kerala State Film Awards (1981, 1984, 1985, 1989, 1993, 2004, 2009), Asianet Film Awards (2001, 2005, 2005, 2008) oraz Prem Nazir Award.

## Biznes
Angażuje się również, pośrednio bądź bezpośrednio, w rozmaite projekty biznesowe. Zajmuje się produkcją oraz dystrybucją filmów (jako właściciel Playhouse Entertainment). Przewodniczy radzie dyrektorów Malayalam Communications Ltd, spółki odpowiedzialnej za kanały telewizyjne People TV, We TV oraz Kairali TV. Nie posiada w niej jednak udziałów. Patronuje też jednemu ze szpitali w Bengaluru. Współpracuje z wieloma przedsiębiorstwami, jako ambasador marek takich jak South Indian Bank, Avatar Gold and Diamonds czy Saras Group. Fankluby filmowe z nim związane skupia organizacja Mammootty Fans and Welfare Association International (MFWAI).
Żonaty (od 1979) z Sulfath. Ma dwoje dzieci. Jego syn, Dulquer Salmaan, również jest aktorem.